# Општина Периеци (Олт)
Периеци (рум. Perieţi) општина је у Румунији у округу Олт.
Oпштина се налази на надморској висини од 155 m.